# Arachnocephalus brevissimus
Arachnocephalus brevissimus är en insektsart som beskrevs av Tokuichi Shiraki 1911. Arachnocephalus brevissimus ingår i släktet Arachnocephalus och familjen Mogoplistidae. Inga underarter finns listade i Catalogue of Life.